# 小行星9776
小行星9776（英語：9776）是一颗围绕太阳公转的小行星。1993年11月11日，上田清二、金田宏在钏路市发现了此天体。
这颗小行星的绝对星等为34.02069等。